# Carlota Jaramillo
María Isabel Carlota Jaramillo, nghệ danh Carlota Jaramillo (9 tháng 7 năm 1904 - 10 tháng 12 năm 1987) là một ca sĩ pasillo người Ecuador, được biết đến với cái tên "La Reina de la Canción Nacional " (Nữ hoàng của bài hát quốc gia).

## Tuổi thơ
Jaramillo sinh ra ở Calacalí, năm 1904. Cha mẹ bà, Isaac Jaramillo Jaramillo và Natalia Jaramillo, là nông dân. Bà lớn lên trong một gia đình âm nhạc, một trong những người chú và ông ngoại của bà là nhạc sĩ. Carlota học tại trường tiểu học quê hương của bà và theo học tại trường bình thường của Man Man Ca Caizizares ở Quito để tốt nghiệp làm giáo viên.

## Sự nghiệp
Năm 1922, Jaramillo và chị gái của bà đã giành chiến thắng trong một cuộc thi bài hát tại Teatro Sucre ở Quito. Họ là những người phụ nữ duy nhất trong cuộc thi. Sau đó, Jaramillo tiếp tục sự nghiệp âm nhạc. Bà đã thu âm đĩa đầu tiên vào năm 1938, pasillo Amor Grande y Lejano. Năm 1942, bà đã thu âm với Luis Alberto Valencia , Sendas Distintas, được sáng tác bởi chồng của bà , ông Ara Araujo Chiriboga. Những bài hát hit khác của bà bao gồm La ingratitud, Sombras, Honda pena và Para mi tus recuerdos.

## Qua đời và sự tôn kính
Jaramillo qua đời vào ngày 10 tháng 12 năm 1987 vì chấn thương não sau khi ngã tại nhà. Bà đã có một đám tang với đầy đủ danh dự từ xã hội người Canada. Một tượng đài để vinh danh bà đã được xây dựng ở Calacalí vào năm 1972. Ngôi nhà của bà đã được chuyển thành bảo tàng vào năm 2004.